# Happy Rockefeller
Margaretta Large Fitler Murphy Rockefeller, dite Happy Rockefeller, née le 9 juin 1926 et décédée le 19 mai 2015, a été la deuxième dame des États-Unis entre 1974 et 1977, en tant qu'épouse du vice-président des États-Unis Nelson Rockefeller.

## Biographie
Elle a épousé le Dr James Slater Murphy, un virologiste associée à l'Institut Rockefeller qui était un ami proche de Nelson Rockefeller, le 11 décembre 1945. Ils ont divorcé le 1er avril 1963. Ils ont eu quatre enfants : James B. Murphy II, Margaretta Harrison Murphy, Carol Slater Murphy, et Malinda Fitler Murphy, qui a épousé Francis Menotti, le fils adoptif du compositeur Gian Carlo Menotti .
À la maison de Laurance S. Rockefeller dans Pocantico Hills, New York , le 4 mai 1963, un mois après son divorce - qui a été accordée pour des raisons appelées, par le New York Times, «une angoisse mentale grave» et «des différences irréconciliables»  par l'avocat de son ex-mari - elle épouse le gouverneur Nelson Rockefeller. Celui-ci avait divorcé de sa première femme, Mary Todhunter Clark le 16 mars 1962. Happy et Nelson Rockefeller ont eu deux fils : Nelson Rockefeller, Jr. (né en 1964) et Mark Rockefeller (né en 1967). Elle avait auparavant travaillé en tant que membre du personnel de son bureau jusqu'à sa démission en 1961.

Happy Rockefeller, Betty Ford (en face d'elle), Gerald Ford (à droite) et Nelson Rockefeller (au fond) en 1974.

## Décès
Happy Rockefeller est décédée le 19 mai 2015 à 88 ans de causes inconnues.